# Ascorbate de sodium
L'ascorbate de sodium (E301) est un composé chimique de formule NaC6H7O6.
Préparé synthétiquement, il s'agit du sel de sodium de l'acide ascorbique (E300) et, tout comme celui-ci, il est employé comme additif alimentaire : antioxydant, préservateur de couleur ou supplément vitaminique. On peut le trouver dans des pâtés de porc en croûte, des poissons surgelés, la langoustine, les saucisses, les aliments pour bébé à base de céréales, et la viande de cheval.